# ギラギラ (漫画)
『ギラギラ 六本木不死鳥ホスト伝説』は、『ビッグコミックスペリオール』（小学館）にて2002年15号から2004年20号まで連載された、滝直毅原作、土田世紀作画の漫画、またそれを原作としたテレビドラマやミュージカル。
続編の『真・ギラギラ』についても本項で述べる。

## 概要
かつてナンバー1ホストとして活躍した主人公で妻子持ちの七瀬公平がリストラに遭い、再びホストとして夜の街に挑み、様々な苦難やホスト同士の派閥抗争に巻き込まれながら奮闘する作品。
原作漫画は物語が後半に差し掛かるにつれて、ほぼ下書き無しロットリングペンでの書きなぐりおよびトレースを多用するといった、それまでの土田の緻密かつ泥臭い画風でない絵となる。主人公の初期の目的は完結せず、主人公の主張がその周辺の人間を救っていき、そのまま連載を終了している。
2008年にテレビドラマ化され、主人公の家族に関する結末も描かれた。

## テレビドラマ
2008年10月17日から12月5日まで、ABC・テレビ朝日・ホリプロ共同制作により、テレビ朝日系列で毎週金曜日21:00 - 21:54に連続テレビドラマ作品として放送された。主演は佐々木蔵之介。キャッチコピーは「伝説のホストよ、家族のために甦れ。」。
佐々木はこの作品が深夜帯以外の連続ドラマ初主演となる。

### キャスト

#### 七瀬家
七瀬 公平
演 - 佐々木蔵之介
かつて“六本木の王”と呼ばれた伝説のホスト。桃子と出会い、結婚すると同時に夜の世界から足を洗うもリストラで会社を解雇され、家族を守る為に家族には「建設現場の現場監督の夜間仕事をしている」と誤魔化しつつ、1年間だけという条件で、かつて働いた「リンク」でホストとして働く。イーグル退職後は本部長に昇進。
家族思いで愛妻家でもあり、娘思い。仲間意識が強く、仲間と認めた者は信じ続ける心強さを持つ。
「女性を癒す」ことをモットーとしており、お金を騙し取ることを拒む所から「変わり者」として見られており、勝つため・金を稼ぐためなら手段を選ばない堂島からは見下されている。堂島・葛城たちの執拗な攻撃をかわして行くも、家族の問題と「リンク」の問題の狭間に苦悩する。結局はホストに復帰したことに大激怒した義兄の博が桃子と織江を実家に連れ帰ったことを知って大きなショックを受けるも、「リンク」の仲間を守ることを決意。
ドラマ版では妻子との関わりも追加され、最終回で「リンク」を惜しまれつつ退店し、妻子とよりを戻した。
源氏名は特に決めておらず、店内でも「公平」と呼ばれている。
七瀬 桃子
演 - 原沙知絵
公平の妻。気前が良く、公平を献身的に支えるが、帰りが遅くなる事を気にしている。大のホスト嫌いである兄の博が、公平が妹と結婚すると知って突きつけた絶対条件が「ホストをしていたことを桃子に言うな」だったため、公平が元ホストだとは知らなかったが、薄々感づいてはいた。
結局、ホストに復帰したことを知って大激怒した博によって、公平が元ホストであり、ホストとして復帰したことを知らされ、兄によって娘ごと強引に実家に連れ戻される。ドラマ版では全てを終え、夜の世界から再び足を洗った公平とよりを戻した。
七瀬 織江
演 - 山田萌々香
公平の娘。終盤、母と共に実家に連れ戻されるが、ドラマ版最終回で父と再会する。

#### ホストクラブ「リンク」
園部 有希
演 - 真矢みき
ホストクラブ「リンク」のオーナー。情が厚い手腕でクラブを切り盛りする。10年前まで公平と働いた。突然戻って来た公平に初めは冷淡に接するも、やがて公平の情熱に引かれ信頼をするようになる。
翔児
演 - 三浦翔平
公平と同期に入った元・黒服の新米ホスト。公平を「おっさん」と呼んでいたが、やがて公平の「ホスト」としての振る舞いなどに「他のホストとは違うモノ」を感じ取り、尊敬するようになる。秀吉と共に行動することが多い。
イーグル
演 - 五十嵐隼士
「リンク」のNo.1ホスト、元日本ランカーのボクサーだったが目の負傷が原因で引退し、ホストになる。源氏名の「イーグル」はボクサー時代のリングネーム。
短気な性格で経験と自負とプライドから気に入らない人間には敵視をし、リンクで派閥を作る。自分の一番客で恋人の小夜が公平に指名替えをし、公平を敵視したが小夜を公平が助けたのを機に公平の賢明さに気づき、公平に店の仕切りを託し、ホストから足を洗った。その後は福岡で小夜と暮らし始める。
市河 健太（秀吉）
演 - 佐藤智仁（現・佐藤祐基）
翔児の黒服時代の親友。夜の世界から足を洗っていたが、翔児の紹介でリンクに入店する。源氏名は「秀吉」で、名付けた由来は「天下を取るつもりで頑張る」という意志から。父親が借金を母親に押しつけて蒸発してしまったため、嘘や裏切りといった行為を極端に嫌う。公平に妻子がいることを知ってしまい激怒、「ギャラリア」で働くようになるが、再びリンクに戻る。その後、公平の嘘は「人を傷つけない嘘だ」と認め、彼を許した。優奈のことは初め警戒していたが、徐々に惹かれていき優奈の借金返済のお金を集め、彼女に渡した。その後、彼女とは付き合っている関係になった。
深見 久明
演 - 田中要次
リンクのマネージャー。有希と共にリンクを切り盛りする。公平とは旧知の仲。有希同様、突然帰って来た公平に初めは冷淡に接するが、やがて公平の実力を認めるようになる。
ホスト
彼らはリンクのホストであり、公平がリンクに帰って来た時は、派閥争いも日常茶飯事だった。最初は公平を「おっさん」・「お前」と呼んでいたが、やがて公平の情熱に惹かれ、公平を「兄貴」と慕って行く。
- 裕樹 - 崎本大海
- アキラ - 桜木涼介
- 冬真 - 夕輝壽太
- レオ - 松下幸司
- 朔夜 - CHIKARA
- 健 - ユージ
- 蓮 - 松本寛也
- 涼 - 長町太郎
- 心 - 中村龍介
- 葵 - 野澤剣人
- 奏 - 有川良太
- 春希 - 鹿内大嗣
- 陸斗 - 西山宗佑
- 那緒 - 下川真矢

#### アトラス
影士
演 - 阿部力
「アトラス」のPD。リンク時代に公平を尊敬し、公平が去った後にNo.1ホストとなるがアトラスに移籍、公平に移籍話を持ちかける。公平との勝負に敗れ、堂島が始末のために送り込んだ「兵隊」（チンピラ）に刺されたが、辛うじて一命を取り留める。退院後、ホストとして一からやり直すため、大阪へ旅立った。
堂島 文治
演 - 平泉成
アトラスグループの総帥。ホスト界のドンと異名を取り、目的の為には手段を選ばない非情な男で、強引な手段で六本木への勢力拡大を図る。

#### その他
葛城 大成
演 - 石橋凌
“銀座の将軍”と呼ばれる実業家。かつては公平が憧れていたナンバー1ホストだった。しかし、｢リンク｣を乗っ取る計画が明るみに出て、公平に宣戦布告し、敵対する。左耳にピアスを付けているのが特徴。
美波 優奈
演 - 芦名星
大成の経営するクラブ「牡丹」のナンバー1ホステス。大成と共に「リンク」を訪れ公平と出会う。大成の右腕的な存在。大成の命令で秀吉を騙すつもりで近付いたが、彼の人を信じる気持ちに惹かれていくも迷いがあったが、大成にしていた借金を返して「牡丹」から去る。その後は麗奈のクラブで働くようになる。
神宮寺 麗奈
演 - 古手川祐子
銀座高級クラブ「トップレディー」のママ。激戦区である銀座で20年に渡って経営・維持してきた手腕を持ち、人を見抜く目と時代を読む力で、“銀座の女王”と呼ばれる。「リンク」のオーナー有希の友人にして相談相手。
小夜
演 - 原幹恵
イーグルの一番客で彼の恋人。エステサロンを経営するが借金を作り、返済の為に風俗嬢になろうとするが、店員に性的な事を迫られそうな所を公平、イーグル、有希が間一髪で食い止め、「リンク」を退店したイーグルと共に福岡で暮らし始める。
田平 博
演 - 山崎一
桃子の兄。両親を早くに亡くしており、桃子の親代わりとなっていた。ホストを死ぬほど嫌っており、「クズ」、「チンピラの仕事」と唾棄している。公平がホストを辞め、なおかつその過去を隠すことを絶対の条件として桃子との結婚を許した。公平がホストに復帰していたことを知って「リンク」に殴り込み、「転職しなければ離婚だ」と指定した企業の面接に行くよう脅迫するも、公平が面接をすっぽかしたことをその指定した企業からのクレームで知らされる（公平は有希に諭されて面接に向かっていたのだが、その有希が大成の策略で負傷したことを途上で知らされ、彼女を助けるために面接を投げ出さざるを得なかったのが真相だった）。面子を潰されて激怒した博は、桃子にこれまでの経緯と公平がホストであることを洗いざらい暴露し、公平と離婚させるべく、姪である織江と共に実家に連れ帰った。
主婦
演 - 鈴木美恵、藤沢かりん
公平夫婦と同じマンションに住む主婦。
花屋
演 - 末高斗夢

#### ゲスト

##### 第1話「癒やしの中年ホスト」
朝岡 美砂
演 - 戸田恵子
グラージュ化粧品、代表取締役。
高部
演 - 南周平
公平のリストラされた会社、TSセキュリティシステムの後輩。
ハローワークの職員
演 - 松澤仁晶
社員
演 - 酒井健太郎
公平が不採用となった会社の社員。
イーグルの客
演 - 田島絵里香

##### 第3話「ホステスvsホスト対決」
京香
演 - 三津谷葉子
銀座高級クラブ「トップレディー」のナンバー1ホステス。公平と影士の勝負で、自分と早紀を分け隔てなくもてなした公平に票を入れた。
早紀
演 - 小林恵美
銀座高級クラブ「トップレディー」のナンバー2ホステス。影士に票を入れたが、それは公平にもっと自分だけをもてなして欲しいという気持ちの裏返しだった。

##### 第4話「妻の疑惑 悪女の甘い罠」
香月 沙梨奈
演 - 野波麻帆
グラシオッソというブランドのデザイナー。高飛車な性格で酒を浴びるように飲む評判の悪い客。酔っぱらった勢いで「リンク」の階段から転落して怪我をする。
植木 エミ
演 - 秋山莉奈
「リンク」に訪れた客。彼女の指名をめぐって裕樹と冬真はケンカをしてしまうが、実は青龍の彼女だった。
正岡 順
演 - 中村倫也
源氏名「順」。「リンク」の新人ホストとして入店したが、実は葛城が「リンク」を乗っ取るために送り込んだ「琥珀」のナンバー1ホスト「青龍」だった。計画が明らかになり「リンク」を去るも、彼は葛城の手駒だったに過ぎず、切り捨てられる。

##### 第5話「妻が店にやって来た!」
白坂 華子
演 - 梅宮万紗子
ワイン評論家。

##### 第6話「家庭崩壊ホストの墓場」
サキエル
演 - 黄川田将也
池袋のホストクラブ「ギャラリア」代表。金のためなら何でもやるのがホストだと自負している。
大原 麻衣子
演 - 西原亜希
姫と呼ばれる、「ギャラリア」の常連客。世の中は金だと言い、わがまま放題に振る舞うが、実は愛情に飢えていた。

##### 第7話「最終章!! 暴かれた秘密」
カズマ
演 - 和田正人
堂島の命令で「六本木アトラス」に移籍するつもりだったが、突然「リンク」に現れた「新宿アトラス」のナンバー1ホスト。実は亡き母の仇を討つため、大成に復讐を企てる。

### スタッフ
- 原作 - 滝直毅・土田世紀「ギラギラ」
- 脚本 - 荒井修子
- 音楽 - 住友紀人
- 演出 - 髙橋伸之（テレビ朝日）・池添博（5年D組）
- 主題歌 - GIRL NEXT DOOR「情熱の代償」[3]
- チーフプロデューサー - 桑田潔（テレビ朝日）
- プロデューサー - 船津浩一（テレビ朝日）・奈良井正巳（ABC）・井上竜太（ホリプロ）
- 協力プロデューサー - 梶野祐司（ホリプロ）
- 協力 - エスブイエス・ビデオスタッフ・テイクシステムズ・テレビ朝日クリエイト・ザ・ホライズン・共立・ワインド・アップ・スポット・ナイス・デー
- 制作 - ABC・テレビ朝日・ホリプロ

### 放送日程
| 各話                                                           | 放送日         | サブタイトル          | 演出     | 視聴率 |
| -------------------------------------------------------------- | -------------- | --------------------- | -------- | ------ |
| 第1話                                                          | 2008年10月17日 | 癒やしの中年ホスト    | 髙橋伸之 | 12.2%  |
| 第2話                                                          | 2008年10月24日 | 妻への嘘 破られた約束 | 髙橋伸之 | 11.2%  |
| 第3話                                                          | 2008年10月31日 | ホステスvsホスト対決  | 池添博   | 11.8%  |
| 第4話                                                          | 2008年11月07日 | 妻の疑惑 悪女の甘い罠 | 髙橋伸之 | 09.8%  |
| 特別編                                                         | 2008年11月08日 | ギラギラ特別編集版!   | -        | -      |
| 第5話                                                          | 2008年11月14日 | 妻が店にやって来た!   | 池添博   | 09.0%  |
| 第6話                                                          | 2008年11月21日 | 家庭崩壊ホストの墓場  | 髙橋伸之 | 07.7%  |
| 第7話                                                          | 2008年11月28日 | 最終章!! 暴かれた秘密 | 池添博   | 10.2%  |
| 最終話                                                         | 2008年12月05日 | 逆襲!! 家族のために   | 髙橋伸之 | 09.7%  |
| 平均視聴率 10.2%（視聴率はビデオリサーチ調べ、関東地区・世帯） |                |                       |          |        |

### 遅れネット局
- UTYテレビ山梨（TBS系列） ： 2009年2月16日-2月25日、平日帯枠15:00-15:55
- BSS山陰放送（TBS系列） ：  2009年4月16日-6月4日、毎週木曜日25:00-25:55
- MRT宮崎放送（TBS系列） ：  2010年3月15日-3月25日、月-木帯枠14:00-14:55

| 朝日放送・テレビ朝日共同制作・テレビ朝日系列 金曜9時枠の連続ドラマ | 朝日放送・テレビ朝日共同制作・テレビ朝日系列 金曜9時枠の連続ドラマ | 朝日放送・テレビ朝日共同制作・テレビ朝日系列 金曜9時枠の連続ドラマ |
| 前番組                                                             | 番組名                                                             | 次番組                                                             |
| ------------------------------------------------------------------ | ------------------------------------------------------------------ | ------------------------------------------------------------------ |
| ロト6で3億2千万円当てた男 （2008.7.4 - 2008.9.5）                  | ギラギラ （2008.10.17 - 2008.12.5）                                | 必殺仕事人2009 （2009.1.9 - 2009.6.26）                            |

## ミュージカル
2023年2月9日から12日まで渋谷区文化総合センター大和田 伝承ホールにて上演。特別出演の小林旭はノーギャラで参加した。

### キャスト（ミュージカル）
- 七瀬公平 - 賀集利樹
- 藤田弓子
- 高橋由美子
- 夕貴まお
- 門戸竜二
- 安藤一人
- 神崎順
- 村井麻友美
- 加納明
- 高橋佑一郎
- 荒川朋恵
- 江藤慶
- 浦野祥鷹（10carats）
- 三井慎太郎（10carats）
- 葉月星椰（10carats）
- 木ノ上雄介（10carats）
- 羽賀拓郎（10carats）
- 江添皓三郎（10carats）
- 空乃みゆ
- 水沙るる
- 夏目一花
- 星野未来
- 峯島叶夢
- 中野心綺
- 【特別出演】- 小林旭

### スタッフ（ミュージカル）
- 原作：滝直毅・土田世紀
- 脚本：道又力
- 演出・ショー構成・振付・作詞・作曲・衣装：神崎順
- 舞台監督：佐々木進悟
- 演出補：北尾優太
- 照明：丸山武彦
- 音響：E･S･P制作部
- 衣装：Jun's BRAND
- 衣装：松井和江
- 作詞：松下展子
- 美術：浅井裕子
- 映像：山浦孝行
- 音楽製作：Yo+SHI
- 音楽協力：宮坂恵美
- 統括プロデューサー：川阪実由貴 (㈱エム･ケイ･ツー）
- プロデューサー：田井宏明 (㈱エム･ケイ･ツー)、山中勝博 (㈲Yプロジェクト)
- デスク：山中孝子 (㈲Yプロジェクト)
- 制作：伊東桃香 (㈱エム･ケイ･ツー)
- 主宰：株式会社エム･ケイ･ツー
- 制作協力：株式会社CARAVAN、有限会社Yプロジェクト

## 真・ギラギラ
『真・ギラギラ』は、滝直毅原作、岩田和久作画による日本の漫画作品。2015年より電子書籍の形で公開された。あくまで漫画版の続編という形であり、ドラマ版で描かれた結末とは設定が異なる部分がある。

### あらすじ
前作より11年後の東京。葛城大成より夜の東京を託された七瀬公平だったが、2年前に現場を翔児と秀吉に任せ一線を退き、「統括本部長」の肩書こそ残しているものの事実上ホスト業界から足を洗っていた。しかし、ある日秀吉が事件に巻き込まれ急死してしまう。公平を事件に巻き込みたくない周囲は一様に口をつぐむが、事件の真相、そして秀吉の死の原因を知らないと気が済まない公平は、三度ホストの世界に舞い戻り事件の真相を追求することを決意する。追求の過程で、自らを「黒の王」と名乗る、銀座のホストクラブのCEOであるレ・デルネーロが黒幕として浮かび上がり、デルネーロの店に乗り込む公平だったが、その席でデルネーロから公平の妻・桃子の過去についてある事実を知らされる。